# Втрати проросійських сил внаслідок російського вторгнення в Україну (2020)

## Січень
| Прізвище, ім'я, по батькові    | Звання  | Посада / підрозділ                                                       | Місце народження | Дата загибелі            | Місце загибелі        | Примітки           |
| Ковач Владислав                |         | (посада не встановлена), 14-й батальйон територіальної оборони «Прізрак» | Міллерово        | 02 січня 2020 (22 роки)  |                       | псевдо "Пельш"     |
| Алєксєєнко Олексій Віталійович | рядовий | (посада не встановлена) 1-ша окрема мотострілецька бригада «Слов'янська» | Новгородське     | 04 січня 2020 (22 роки)  | поблизу c. Петрівське | псевдо "Полонений" |
| Куліш Віктор Анатолійович      |         | (посада не встановлена) 11-й окремий мотострілецький полк «Восток»       | Донецьк          | 10 січня 2020 (38 років) |                       | псевдо "Мотя"      |
| Крівуля Олексій Володмирович   | майор   | заступник командира полку спецназу Внутрішніх військ МВС "ДНР"           | Миколаївка       | 20 січня 2020 (43 роки)  | Донецьк               | псевдо "Грін"      |

## Лютий
| Прізвище, ім'я, по батькові | Звання            | Посада / підрозділ                                                                                   | Місце народження               | Дата загибелі             | Місце загибелі | Примітки       |
| Малаєв Євген Олександрович  |                   | (посада не встановлена), 9-й окремий полк морської піхоти                                            | Волгоград                      | 4 лютого 2020 (39 років)  |                | псевдо «Танк»  |
| Короленко Євген Юрійович    | старший лейтенант | командир 2-ї роти, танковий батальон, 100-та окрема мотострілецька бригада «Республіканська гвардія» | Соледар                        | 24 лютого 2020 (35 років) |                | псевдо «Фома»  |
| Свинарчук Дмитро Васильович |                   | (посада не встановлена), 9-й окремий полк морської піхоти                                            | Комісарівка, Луганська область | 26 лютого 2020 (35 років) |                | псевдо «Кабан» |

## Березень
| Прізвище, ім'я, по батькові     | Звання  | Посада / підрозділ                                                  | Місце народження | Дата загибелі              | Місце загибелі        | Примітки         |
| Ярмашов Микола Олександрович    | рядовий | (посада не встановлена), 5-та окрема мотострілецька бригада «Оплот» | Харцизьк         | 12 березня 2020 (27 років) | поблизу м. Шахтарськ  | псевдо «Лакалут» |
| Скрипников Микола Олександрович |         | (посада не встановлена), 11-й окремий мотострілецький полк «Восток» | Харцизьк         | 15 березня 2020 (55 років) |                       | псевдо «Скрипач» |
| Хашабеков Ярослав Едуардович    | рядовий | (посада не встановлена), (підрозділ не встановлений)                | Макіївка         | 16 березня 2020 (21 рік)   | Вольво-центр, Донецьк | псевдо «Піксель» |

## Квітень
| Прізвище, ім'я, по батькові   | Звання  | Посада / підрозділ                                                 | Місце народження | Дата загибелі            | Місце загибелі | Примітки         |
| Москалик Дмитро Сергійович    |         | (посада не встановлена), Окремий розвідувальний батальйон «Спарта» | Харків           | 3 квітня 2020 (25 років) |                | псевдо «Москаль» |
| Ризін В'ячеслав Костянтинович | рядовий | 2-га рота, 1-ша окрема мотострілецька бригада «Слов'янська»        | Донецьк          | 3 квітня 2020 (22 роки)  |                | псевдо «Товстий» |
| Гура Іван Олександрович       | рядовий |                                                                    | Слов'янськ       | 22 квітня 2020 (22 роки) |                | псевдо «Слава»   |

## Травень
| Прізвище, ім'я, по батькові       | Звання    | Посада / підрозділ                                                             | Місце народження | Дата загибелі             | Місце загибелі       | Примітки                      |
| Дегтярьов Костянтин Володимирович | лейтенант | командир 1-го взводу, 2-га МСР, 1-й МСБ 2-га ОМСБр                             | Луганськ         | 14 травня 2020 (43 роки)  |                      | псевдоніми «Механік» та «Цар» |
| Маркитантов Олексій Миколайович   |           | (посаду не встановлено), Батальйон «П'ятнашка»                                 |                  | 18 травня 2020 (33 роки)  | поблизу м. Авдіївка  | псевдо «Карелія»              |
| Мерцалов Артем Миколайович        |           | розвідник-гранатометник, 11-й окремий мотострілецький полк «Восток»            | Ясинувата        | 23 травня 2020 (27 років) | поблизу м. Ясинувата |                               |
| Доронін Олександр Євгенович       | лейтенант | командир взводу, 5-та МСР, 2-й МСБ, 11-й окремий мотострілецький полк «Восток» | Донецьк          | 24 травня 2020 (43 роки)  | Донецьк              | псевдо «Невський»             |

## Червень
| Прізвище, ім'я, по батькові  | Звання               | Посада / підрозділ                                                                                          | Місце народження | Дата загибелі             | Місце загибелі | Примітки                               |
| Оленніков Олег Юрійович      | підполковник         | заступник командира частини по роботі з особовим складом 37-ої окремої гвардійської мотострілецької бригади | Кяхта            | 18 червня 2020 (45 років) |                | помер від коронавірусу                 |
| Федосєєв Аркадій Альбертович | підполковник         | заступник командира по РЛС, 5-та окрема мотострілецька бригада «Оплот»                                      | Донецьк          | 24 червня 2020 (60 років) |                |                                        |
| Біккінін Руслан Рушанович    | підполковник поліції | начальник відділу дільничних інспекторів поліції Ровеньківського ГУВС, МВС "ЛНР"                            |                  | 28 червня 2020 (40 років) | Ровеньки       | вбитий раніше судимим місцевим жителем |
| Чумаков Сергій Сергійович    | майор поліції        | начальник відділу дільничних інспекторів поліції Ровеньківського ГУ МВС "МВС ЛНР"                           |                  | 28 червня 2020 (35 років) | Ровеньки       | вбитий раніше судимим місцевим жителем |

## Липень
| Прізвище, ім'я, по батькові      | Звання    | Посада / підрозділ                          | Місце народження | Дата загибелі           | Місце загибелі | Примітки       |
| Гречкосій Микола Вікторович      | полковник | начальник штабу 2-ої ОМСБр                  | Луганськ         | 9 липня 2020 (39 років) |                | псевдо "Волга" |
| Богачкин Юрій Володимирович      |           | (посаду не встановлено), батальйон «Сомалі» | Амвросіївка      | 21 липня 2020 (32 роки) |                |                |
| Поврознюк Владислав Геннадійович | рядовий   | 11-й окремий мотострілецький полк «Восток»  | Краснодон        | 25 липня 2020 (31 рік)  |                |                |

## Серпень
| Прізвище, ім'я, по батькові | Звання       | Посада / підрозділ                                                               | Місце народження | Дата загибелі             | Місце загибелі | Примітки |
| Сааков Руслан Олександрович | підполковник | помічник військового коменданта м. Амвросіївка, окремий комендантський полк 1 АК |                  | 18 серпня 2020 (45 років) | Донецьк        |          |

## Вересень
| Прізвище, ім'я, по батькові      | Звання   | Посада / підрозділ                                                | Місце народження               | Дата загибелі             | Місце загибелі | Примітки        |
| Білик Андрій Сергійович          | єфрейтор | (посаду не встановлено), 3-тя ОМСБр                               | Горлівка                       | 4 вересня 2020 (27 років) |                |                 |
| Панікаровський Андрій Вікторович |          | (посаду не встановлено), 6-й окремий мотострілецький козачий полк | Первомайськ (Алчевський район) | 7 вересня 2020 (56 років) |                | псевдо "Борода" |
| Говоруха Ігор Євгенович          |          |                                                                   | Брянка                         | 30 вересня 2020 (44 роки) |                | псевдо "Гавр"   |

## Жовтень
| Прізвище, ім'я, по батькові | Звання       | Посада / підрозділ                               | Місце народження | Дата загибелі             | Місце загибелі | Примітки        |
| Павлов Олексій Анатолійович | підполковник | командир 16-го батальйону територіальної оборони |                  | 3 жовтня 2020 (45 років)  | Кадіївка       | псевдо "Лєший"  |
| Марков Олексій Геннадійович | підполковник | командир батальону «Прізрак»                     |                  | 24 жовтня 2020 (47 років) | Луганськ       | псевдо "Добрий" |

## Грудень
| Прізвище, ім'я, по батькові     | Звання | Посада / підрозділ                                        | Місце народження | Дата загибелі            | Місце загибелі | Примітки           |
| Лідовський Олександр Вікторович |        | (посаду не встановлено), 9-й окремий полк морської піхоти | Шахтарськ        | 4 грудня 2020 (45 років) | Ужівка         | мінометний обстріл |
| Южик Роман Олександрович        |        | (посаду не встановлено), 3-тя ОМСБр                       | Горлівка         | 9 грудня 2020 (40 років) |                | псевдо "Южон"      |